# Differenziale semantico
Il differenziale semantico è una tecnica psicometrica, ideata da Osgood, Suci e Tannenbaum nel 1957, per operazionalizzare la misura del "significato implicito" dei termini linguistici.
Mentre la semantica denotativa di un termine può essere sempre chiara e condivisa tra diversi attori comunicativi, la connotazione è in genere più difficile da riconoscere, è variabile in base ai contesti ed è spesso molto soggettiva.
Lo strumento tradizionale del questionario non è in grado di discriminare tra le diverse dimensioni connotative dei termini utilizzati, e quindi ai ricercatori (in particolare, in quelli attivi nell'ambito della psicologia sociale) si imponeva la necessità di sviluppare tecniche di indagine che permettessero queste valutazioni.
Definito l'elemento o gli elementi rispetto a cui si vuole studiare l'atteggiamento personale dei soggetti (ad esempio, l'atteggiamento verso gli immigrati, o verso un partito politico), si sottopone agli stessi un foglio comprendente una serie di scale di "prossimità semantica" tra due poli. I soggetti devono indicare, su una scala graduata solitamente a 5 o 7 posizioni (simili, ma concettualmente diverse dalle Scale Likert), "a quale dei due poli" si avvicina di più - secondo loro - l'oggetto d'indagine. 
La misurazione avviene lungo la gradazione discreta tra le coppie bipolari di aggettivi contrapposti, ed i risultati del campione vengono poi aggregati per gli studi statistici relativi.
Le ricerche eseguite dai tre studiosi, su diversi "oggetti" di valutazione e su ampi campioni di soggetti appartenenti a culture differenti, dimostrarono che il metodo del Differenziale Semantico è in grado di evidenziare "strutture cognitive latenti" riferite in particolare a tre diverse dimensioni, segreganti l'una dall'altra. Ad ogni dimensione corrisponde un fattore psicologico attributivo, costitutivo dell'atteggiamento soggettivo rispetto all'oggetto indagato. 
- Valutazione (indica la positività/negatività dell'elemento valutato): viene misurato attraverso l'uso di coppie di aggettivi come "buono/cattivo" – "bello/brutto" – "piacevole/spiacevole";
- Potenza (indica la forza/debolezza dell'elemento valutato): viene misurato attraverso coppie di aggettivi come "forte/debole" – "grande/piccolo" – "pesante/leggero";
- Attività (indica l'attività/passività dell'elemento valutato): viene misurato attraverso coppie di aggettivi come "attivo/passivo" – "rapido/lento".

La maggiore proporzione di varianza dei dati, nelle analisi fattoriali, si riferisce al fattore Valutazione, che per questo motivo è stato da loro considerato come quello che concretizza maggiormente il concetto di atteggiamento proprio della psicologia sociale.